# يانغ شانغ هسوان
يانغ شانغ هسوان (مواليد 28 نوفمبر 1983) هو سبّاح تايواني، مثّل بلاده في الألعاب الأولمبية الصيفية 2000.

## روابط خارجية
يانغ شانغ هسوان على موقع الاتحاد الدولي للسباحة (الإنجليزية)
- يانغ شانغ هسوان على موقع أوليمبيديا (الإنجليزية)